# Ihei Kimura

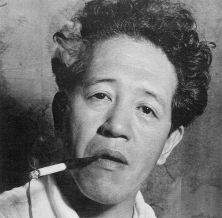
Ihei Kimura, 1941.

Ihei Kimura (木村 伊兵衛, Kimura Ihei, 12 de dezembro de 1901 – 31 de maio de 1974) foi um renomado fotógrafo japonês, que retratou Tóquio e a província de Akita.

## Vida e trabalho
Nascido em 12 de dezembro de 1901 em Shitaya-ku (hoje Taitō), Tóquio, apaixonou-se pela fotografia desde cedo, mas foi aos vinte anos, quando morou em Tainan, Taiwan, trabalhando para uma empresa de açúcar, que seu interesse se aprofundou. Em 1924, ele inaugurou seu próprio estúdio fotográfico em Nippori, Tóquio. Tornou-se um pioneiro no uso da câmera Leica e na busca pelo "realismo" na fotografia com câmeras de 35mm. Durante a guerra, ele trabalhou na Manchukuo e para a editora Tōhō-sha, onde editou a revista de propaganda fotográfica Front. Em 1950, ele assumiu a presidência da recém-criada Sociedade de Fotógrafos Profissionais do Japão [en] e, ao lado de Ken Domon, estimulou o espírito documental entre os fotógrafos amadores.

## Morte
Morreu em sua casa em Nippori em 31 de maio de 1974, deixando um legado que foi homenageado com o Prêmio Ihei Kimura para novos fotógrafos. Seu trabalho ganhou reconhecimento internacional ao ser incluído por Edward Steichen na exposição mundial de 1955 do MoMA The Family of Man. Ele ainda é muito admirado no Japão: suas fotografias são frequentemente publicadas na revista Asahi Camera.